# 首途八幡宮
首途八幡宮（かどではちまんぐう）は、京都市上京区にある神社。源義経の奥州（東北地方）出発の地であり旅行安全の神社として崇敬を集める。

## 祭神
- 主祭神 - 誉田別尊、比咩大神、息長帯姫命

## 歴史
詳しい創建年代は不詳であるが、全国にある八幡宮のうち9割以上は石清水八幡宮（現・京都府八幡市）から勧請されたものであるのに対し、当社は豊前国の宇佐八幡宮（宇佐神宮、現・大分県宇佐市）から直接勧請されて創建されたとの由緒を持つ。
もとの名は内野八幡宮（うちのはちまんぐう）といい、平安京の大内裏の東北（鬼門）に位置したため、王城鎮護の神とされた。
桃園親王がこの地に邸宅を建てて当社の境内地に桃の木を植えたりし、諸人の崇敬の厚い神社として天皇家からも深い信任を得ていた。
かつて、この地には陸奥国で産出される金を京で商うことを生業としていた金売吉次の屋敷があったと伝えられ、承安4年（1174年）3月3日、源義経は陸奥国平泉に赴く際に吉次の助けを得て鞍馬山から当社におもむき、道中の安全を当社にて祈願してから出発したといわれている。「首途」（かどで）とは「出発」を意味し、この由緒により「首途八幡宮」と呼ばれるようになった。この事から特に旅立ち、旅行安全の神として信仰を集めるようになった。

## 境内
- 本殿 - 昭和時代の再建。
- 拝殿 - 昭和時代の再建。
- 社務所

### 摂末社
- 弁天社

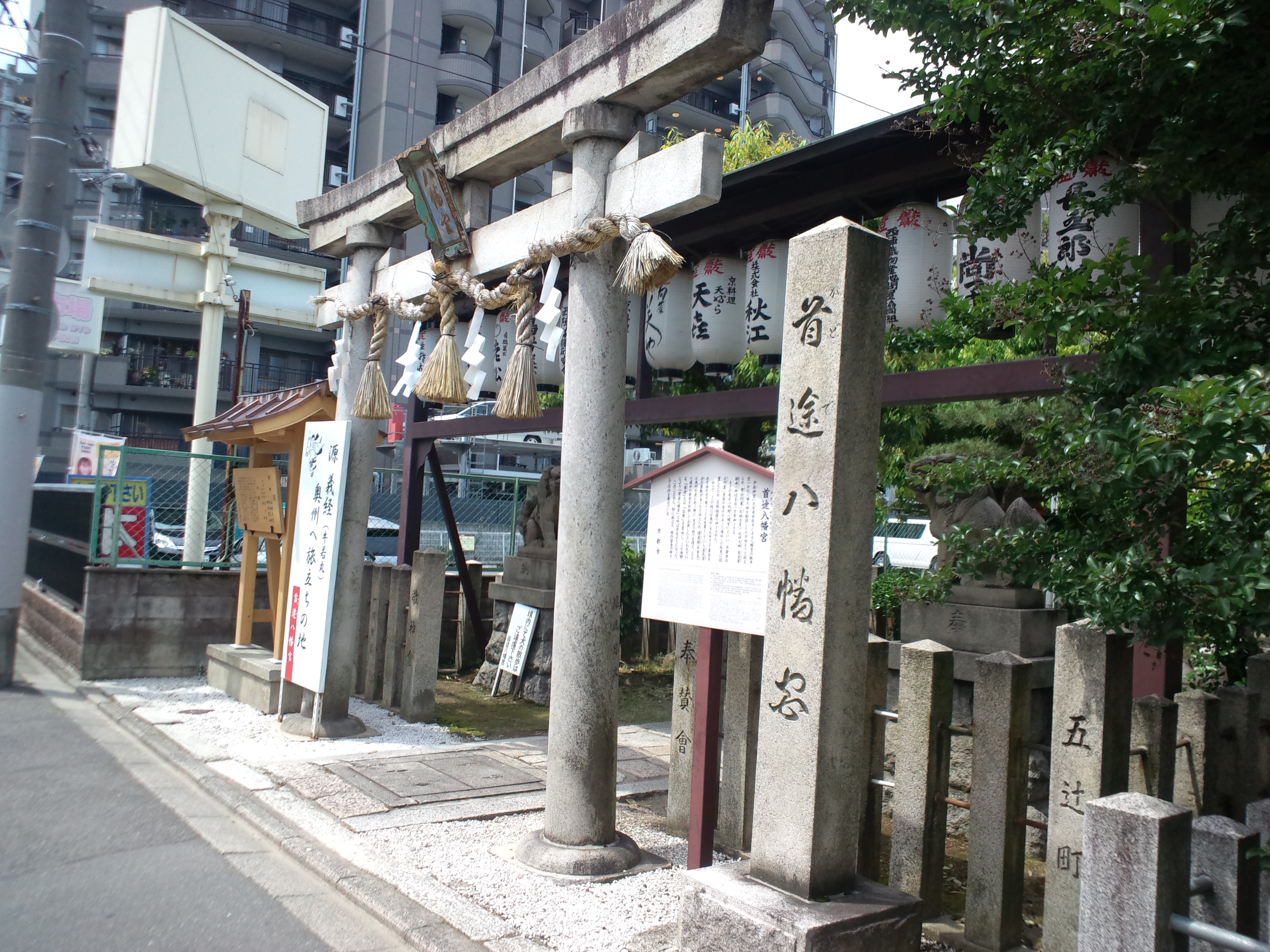
入口石鳥居（一ノ鳥居）
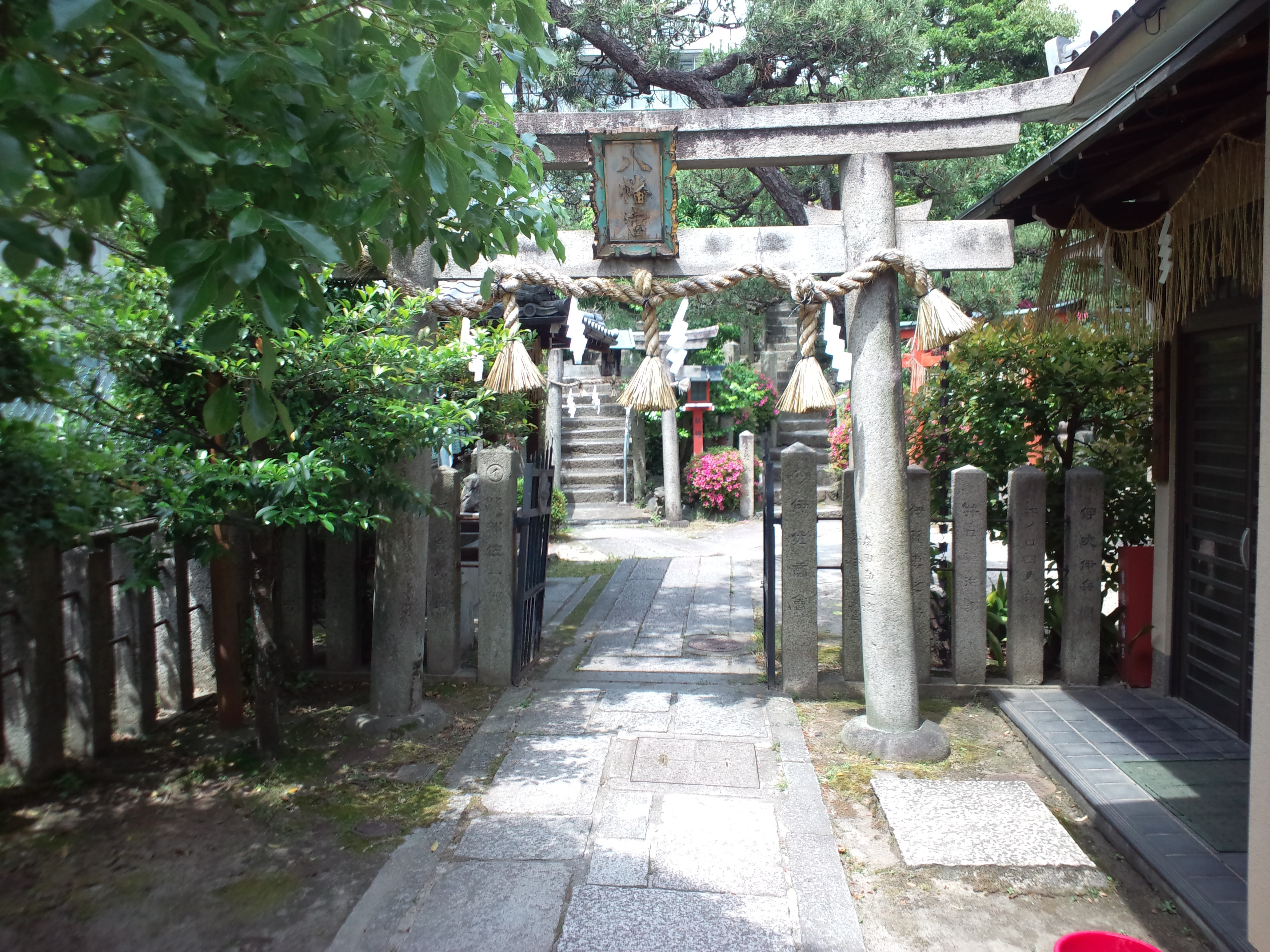
石鳥居（二ノ鳥居）
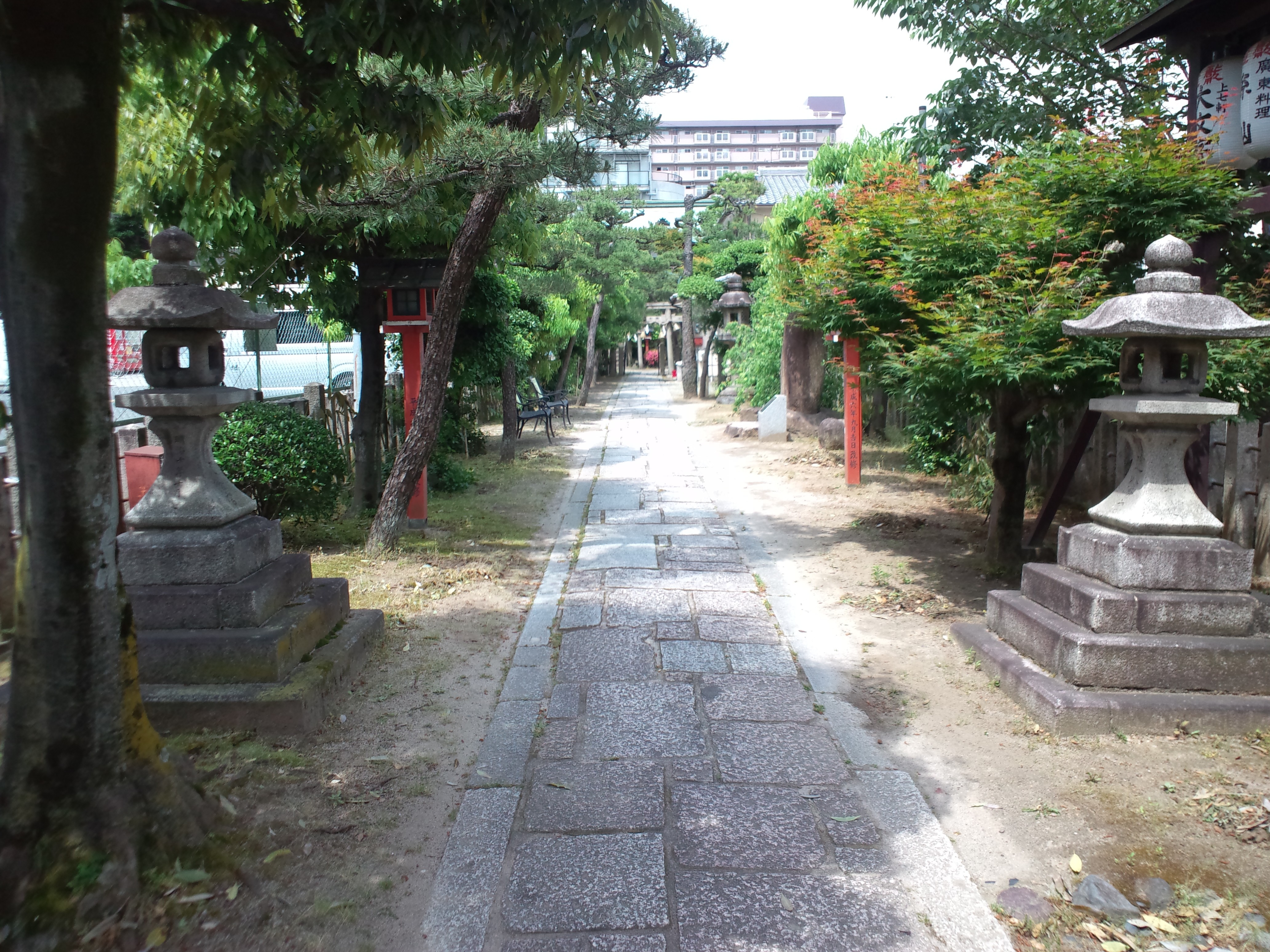
参道
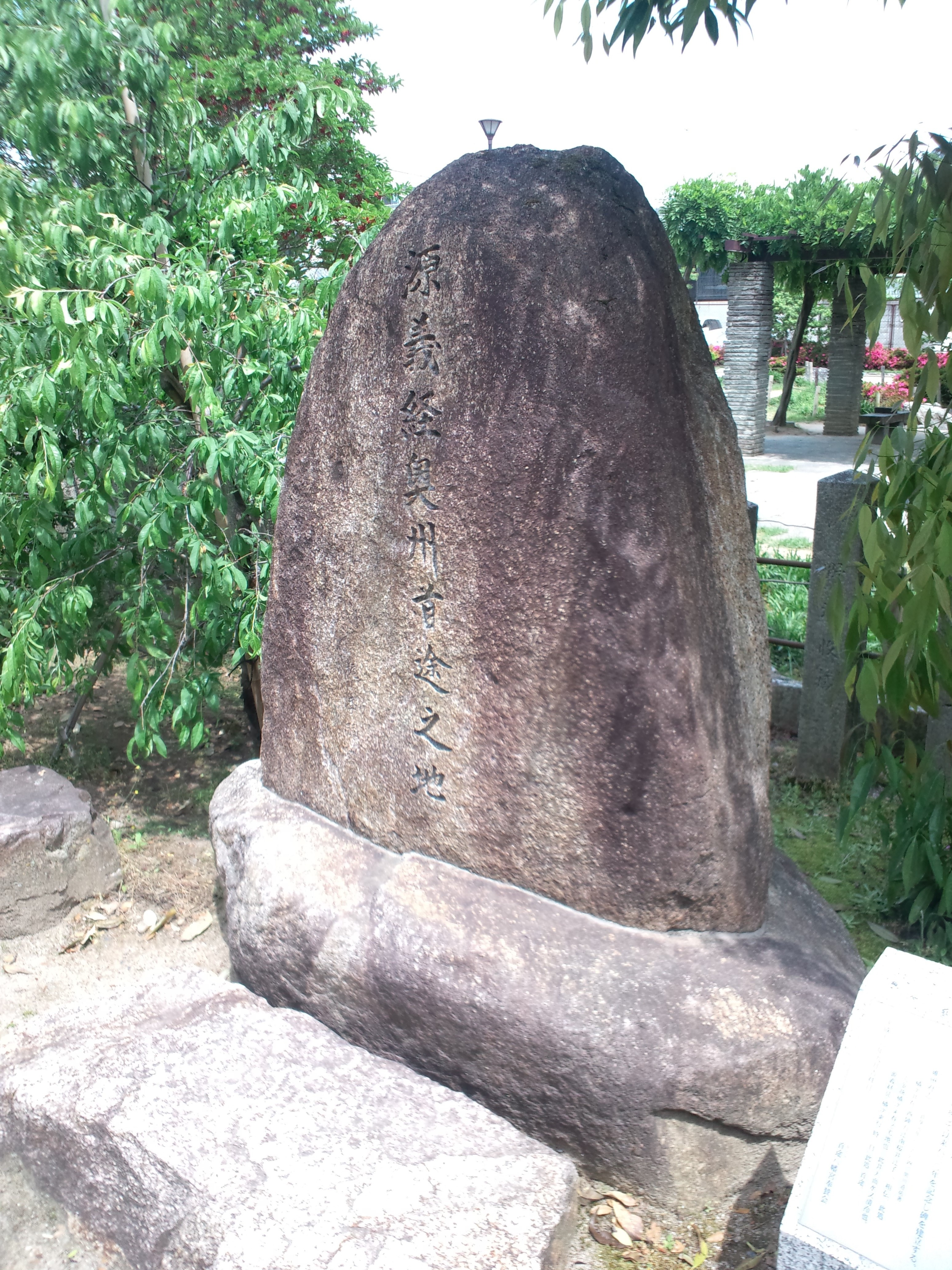
「源義経奥州首途之地」の石碑

## 所在地
- 京都府京都市上京区智恵光院通今出川上ル桜井町102-1

## 交通アクセス
- 京都市営バス「今出川大宮」下車、徒歩5分